# City of Plymouth
City of Plymouth  är en enhetskommun i grevskapet Devon i England, Storbritannien. Kommunen har 266 862 invånare (2022). Hela kommunen är en unparished area. Den består av staden Plymouth och närliggande områden, bland annat orterna Plympton och Plymstock.
Den blev en självständig enhetskommun 1998.